# Karl Walser
Karl Walser, né le 8 avril 1877 à Bienne et mort le 28 septembre 1943 à Berne, est un peintre, scénographe et illustrateur suisse. Son œuvre est d'abord fortement orientée vers le symbolisme. Elle évolue ensuite - dans l'esprit de l'époque - vers un culte héroïque du corps. Son art lui vaut une grande reconnaissance de son vivant, mais tombe dans l'oubli après sa mort, à l'opposé de son frère Robert Walser, dont la notoriété se développe en sens inverse.

## Biographie
Karl Walser est l'un des frères aînés de l'écrivain Robert Walser. Il naît à Bienne dans une famille de marchands. Après l'échec du commerce familial à la suite de la crise économique de 1885, Karl commence un apprentissage de dessinateur technique, qu'il laissera toutefois inachevé. De 1894 à 1896, il fait un apprentissage de peintre décorateur de théâtre à Stuttgart. Il y fréquente aussi l'école d'art (Künstlerschule). Une bourse lui permet de poursuivre ses études à l'École des Arts Appliqués de Strasbourg. En 1898, il rencontre l'artiste Marcus Behmer, avec qui il noue une amitié pour la vie. Tous deux vénèrent les œuvres du britannique Aubrey Beardsley. La même année, Walser travaille à Munich pendant trois mois pour le peintre décorateur Adolf Lentner. Il décide alors de poursuivre une carrière indépendante d'artiste à Berlin et travaille à partir de 1901 comme scénographe et illustrateur pour la maison d'édition de Bruno Cassirer. À Berlin, il devient membre de la Sécession berlinoise et se lie d'amitié avec son directeur Max Liebermann. Il développe d'autres amitiés, notamment avec Lovis Corinth et Max Slevogt. Walser réalise une percée artistique en 1902 avec ses représentations de Salomé.

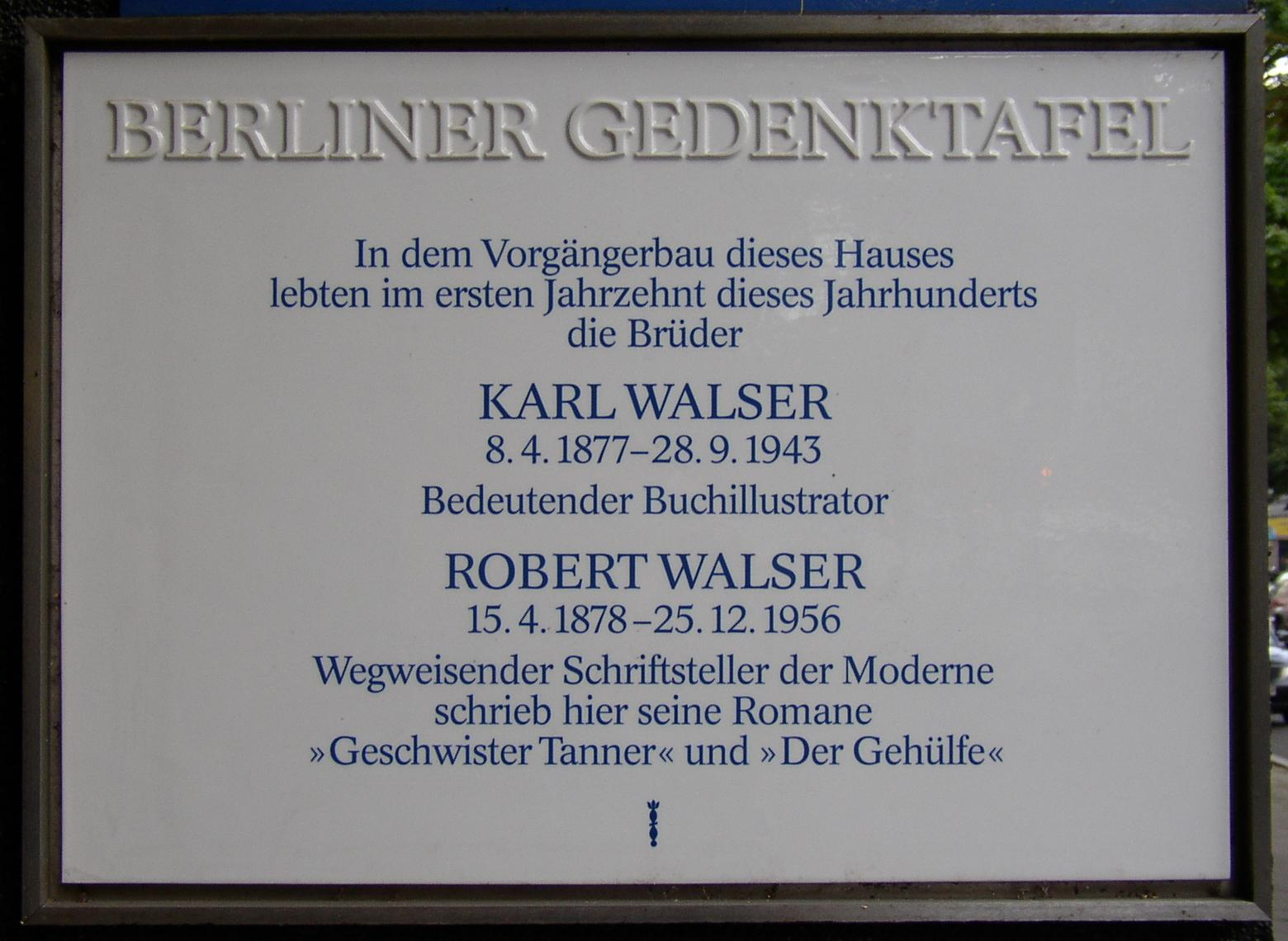
Plaque commémorative à Berlin-Charlottenburg

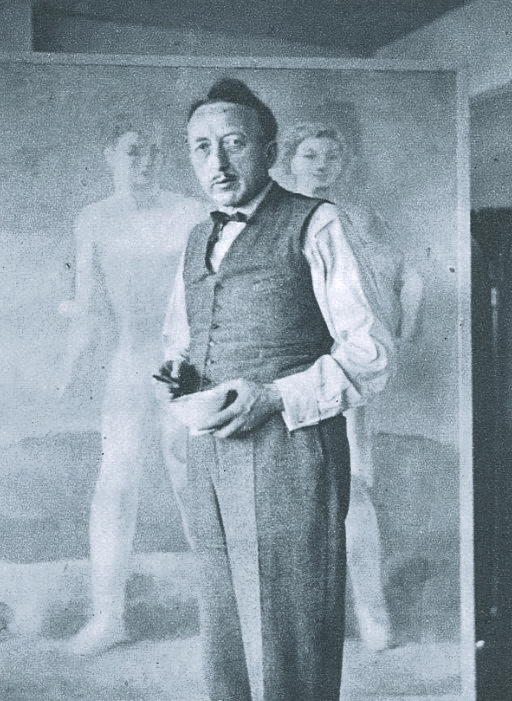
Karl Walser

À partir de 1903, il travaille comme scénographe, entre autres pour le Theater am Schiffbauerdamm avec Max Reinhardt. Il commence également à illustrer les livres de son frère Robert. À cette époque, les deux frères partagent un studio à Berlin-Charlottenburg. En 1908, un mécène lui parraine un voyage au Japon. De ce voyage, en collaboration avec l'écrivain Bernhard Kellermann, paraissent les volumes A Walk in Japan (1910) et Sassa yo Yassa. Japanische Tänze (1911), conçus et illustrés par Karl Walser. Karl Walser assiste également à des représentations de théâtre kabuki et s'en inspire pour des aquarelles et des peintures à l'huile.
En 1910, Karl Walser épouse Hedwig Agnes Czarnetzki, originaire de Prusse orientale. À partir de 1911, il réalise des peintures murales, notamment dans la Villa Gans (Königstein) pour Hugo Cassirer et Walther Rathenau et dans le palais nouvellement construit par Paul Mendelssohn-Bartholdy, où il peint l'escalier avec des fresques. 
À partir de 1917, il s'installe de nouveau en Suisse, où il travaille sur des fresques et des eaux-fortes (par exemple dans la Maison de la Patience à Winterthour). Durant les années suivantes, il continue à travailler pour le théâtre. En 1921, il retourne à Berlin et devient membre du conseil d'administration de la Sécession libre. Karl Walser est également membre du Deutscher Künstlerbund .

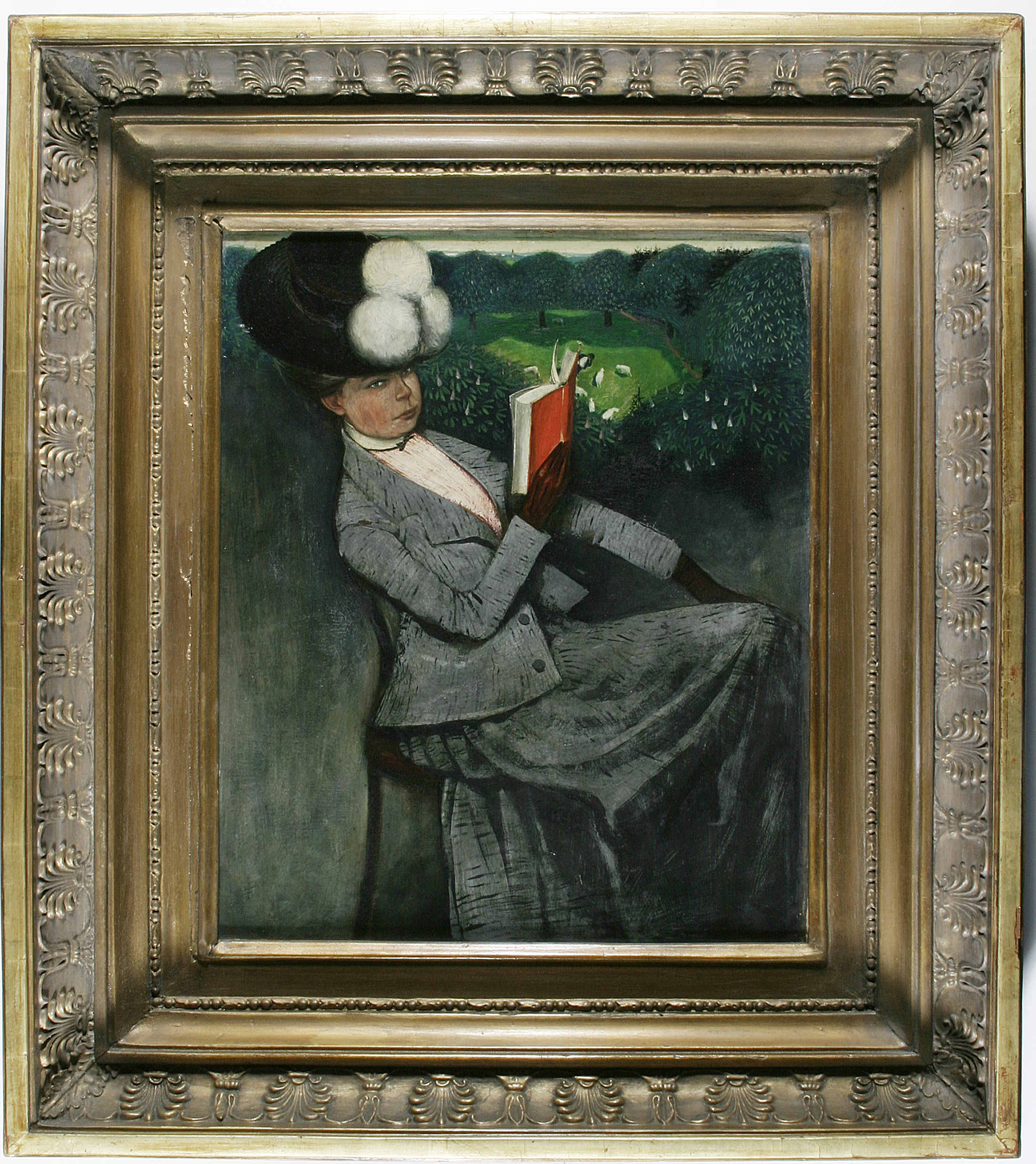
Karl Walser portrait d'une femme. 1902

À partir de 1925, Walser vit avec sa femme principalement à Twann au bord du lac de Bienne. En 1927, il devient membre de l'Académie prussienne des arts. Au cours des années suivantes, il participe à de nombreuses expositions et réalise une série de peintures murales, par exemple pour le Amtshaus à Zurich, ou la zone d'entrée du Musée Oskar Reinhart "Am Stadtgarten" à Winterthour. Walser crée également diverses peintures murales pour le quartier du Muraltengut à Zurich, acquis par Martin Bodmer en 1924. Entre 1930 et 1931, Walser peint la salle à manger de la Maison Forster de Gustav Adolf Tobler, professeur d'électricité appliquée à l'EPF,. En 1941, Walser réalise les deux premières images du cycle de musique et de danse pour le Stadttheater Bern. En 1941, il peint les Scènes de baignade dans la piscine Hallenbad City à Zurich. En 1942, il est chargé de peindre la salle du Grand Conseil de l'hôtel de ville de Berne, qu'il réalise en seulement deux mois. En 1943, Walser commence à travailler sur la troisième peinture murale, Tragédie, pour le Stadttheater Bern. Il tombe gravement malade pendant cette période et doit être emmené au Salem-Spital pour y être soigné. Quand il se sent mieux, il se rend au théâtre pour continuer à travailler. Après avoir terminé la peinture murale, Walser retourne chez lui, à Glion. À l'automne 1943, Karl Walser meurt d'une maladie cardiaque. Il est enterré au cimetière Schosshalden à Berne. C'est le peintre et architecte Adolf Tièche qui écrit sa nécrologie.
De 1905 à 1943, Walser réalise pas moins de 32 peintures murales en Allemagne, en Autriche et en Suisse. De 1933 à 1937, il dessine les couvertures des œuvres complètes de Thomas Mann pour la maison d'édition S. Fischer Verlag. Sa relation avec son frère Robert est de plus en plus tendue. Avec son frère aîné, le professeur de géographie humaine Hermann Walser , il paie à contrecœur le long séjour à l'hôpital de l'écrivain sans le sou, qu'il ne prend guère au sérieux en tant qu'artiste.
Une grande partie de son œuvre, en particulier ses premiers travaux, est considérée comme perdue. Le NMB Nouveau Musée Bienne présente certaines de ses œuvres dans son exposition permanente.